# Actizera endymion
Actizera endymion är en fjärilsart som beskrevs av Freyer 1852. Actizera endymion ingår i släktet Actizera och familjen juvelvingar. Inga underarter finns listade i Catalogue of Life.